# Беда
Беда (ијек. биједа) је биће из српског народног предања. Она путује по свету, посећује људе, напада их и мучи. Каже се: Биједа прати човјека од рођења до смрти или Нашла га биједа.
Беда је у ствари гадно, слинаво, кошчато биће које је, како изгледом, тако и својим карактером достојно сваког презира. Далеки је сродник авети, а по женској линији и чуми. Спадају у групу баука (Ridiculae). Беде се брзо множе. Воле да краду људима ствари и закопавају их у земљу. Пронађено је доста таквих ризница. Језик беда личи на шиштање и кркљање.